# Tossal Llarg (Sant Guim de la Plana)
|  | Aquest article tracta sobre el Tossal Llarg de Sant Guim de la Plana. Vegeu-ne altres significats a «Tossal Llarg (Granyanella)». |

El Tossal Llarg és una muntanya de 626 metres que es troba al municipi de Sant Guim de la Plana, a la comarca catalana de la Segarra.